# Albert Krummedige
Albert Krummedige (Albert Crummedyck) (født senest 1419 - 27. oktober 1489, begravet i Lübeck Domkirke), var ca. 1466-1489 biskop i Lübeck. Antagelig søn af Claus Krummedige, Albert Krummedige var ugift.
Albert Krummedige gjorde sig i sine yngre år bemærket som ivrig og heldig deltager i de adelige prælaters embedsjagt. Den 20. marts 1449 (-1466) efterfulgte han den tidligere (1420-39) biskop Johann Schele av Lübecks kapellan, Bernhard Wÿnecken (fra Warburg) som provst over Haderslev provsti. I 1455 havde han samlet en halv snes præbender fordelt fra Magdeburg til Barvidsyssel i Slesvig, på samme tid lå han i proces om ærkedegnedømmet i Ribe, som han dog nogle år senere synes at have opgivet.
Hans fremgang skyldte hans gode forbindelser ved Pavehoffet i Rom, hvor han i en årrække personlig opholdt sig; en tid var han notar i den pavelige Rota. Også Christian I kom han tidligt i forbindelse med, i 1462 omtales det at han, dog vistnok midlertidig, har gjort tjeneste som Kongens orator ved Kurien. Albert var hans danske sendebud i Brandenburg, i 1465 kaldes han kongens svorne mand og råd. Det var også med Christian I’s varme anbefaling at han i 1466 kaldtes til Biskop i Lübeck, senere benyttede kongen sig flere gange af Alberts evner som diplomat, især i 1477, da var han med til at afslutte ægteskabskontrakten mellem den senere Kong Hans og Christine af Sachsen.
Sin vigtigste politiske indsats kom han til at yde, da han efter Segebergforliget i 1470 mellem Christian I og den holstenske Adel ifølge begge parters overenskomst udsås til Slesvigs og Holstens finansielle styrer, hvem det påhvilede at inddrive kongens indtægter og deraf afbetale ham gæld, som løn fik Albert selv Segeberg Len.
Han magtede ikke denne svære opgave, han var for afhængig af Christian I til at forhindre at kongen stiftede ny gæld, og i 1479 trådte han tilbage og overlod opgaven til Dronning Dorothea. For at kunne klare vanskelighederne måtte Albert gøre betydelige udlæg af sine egne indkomster. Samtidig havde han dyre kunstneriske og litterære interesser, så han udsmykkede Domkirken i Lübeck med et endnu bevaret pragtfuldt triumfkors og opmuntrende den begyndende bogtrykkerkunst. Følgen af al hans virksomhedstrang blev, at han ved sin død efterlod sit rige stift næsten på fallittens rand.